# Дом врача Тальгейма
Дом врача Тальгейма — жилой дом в Гродно, расположенный по адресу улица Ленина, 22. Памятник архитектуры стиля северный модерн.
Построен в 1911 году по индивидуальному проекту для врача Александра Тальгейма и его семьи. Здание спроектировано с учётом специфики лечебной работы. На первом этаже располагались приёмный покой, кабинет и даже две стационарные палаты по четыре койки в каждой. На втором этаже жил сам хозяин. В доме было два обособленных входа: один для посетителей в приёмный покой, второй в жилую часть.

## Архитектура
Представляет собой двухэтажное, с подвалом, Г-образное в плане здание сложной объемно-пространственной композиции. Фасады оштукатурены фактурной штукатуркой, цоколь облицован каменными блоками.
Средний объём — угловой, башнеобразный, перекрытый высокой шатровой крышей. Плоскость центральной грани акцентирована двускатным щипцом, украшенным квадратными и прямоугольными нишами, карнизным поясом. Над центральным оконным проемом дата - 1911 год.
Фасад по ул. Ленина выделяется ризалитом  с южной стороны (возле угловой башни), завершенным двускатным щипцом. Склоны щипца оформлены рустовым карнизом. Плоскость фасада разделена прямоугольными оконными проемами, в ризалите и с северного края фасада — двойными узкими окнами. Оконные проемы второго этажа подчеркнуты плоскими сандриками.
Фасад по ул. Карбышева выделен двумя боковыми ризалитами, завершенными также двухскатными щипцами. Фасадная стена прорезана на первом этаже двойными узкими оконными проёмами, на втором этаже — тройными узкими оконными проемами с плоскими перемычками. Над дверным проёмом сохранилась первоначальная конструкция деревянного козырька.
Торцовые и дворовый фасады имеют похожее решение: акцентированные остроконечными щипцами, оконные проёмы второго этажа оформлены перемычками, в ризалитах окна тройные, сохранился балкон с металлическим ограждением.
Планировка изменена. Первоначально правое крыло, которое выходит на ул. Ленина, было отведено для пациентов (палаты). В цоколе — кухня. Сохранилась полихромная плитка в вестибюле со стороны улицы Карбышева.